# Försvarsmakt

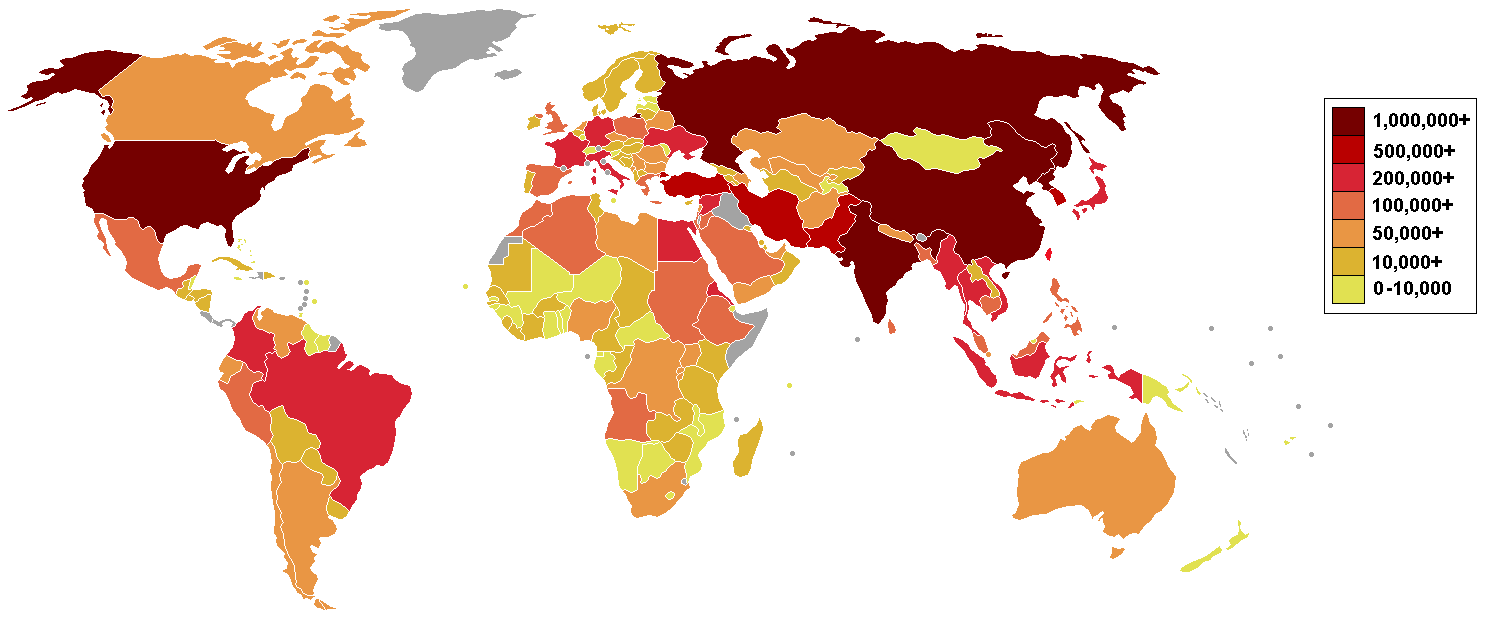
Försvarsmaktens storlek i världens länder 2009, räknat i antal soldater i aktiv tjänst.

Försvarsmakt kan syfta på ett lands samlade militära och civila försvar, men kan också användas som beteckning för den militära försvarsmakten. Exempel på detta är Försvarsmakten i Sverige och Finlands försvarsmakt. Japans självförsvarsstyrkor har civil status och utgör exempel på en icke-militär försvarsmakt.